# Maeda Kazuya (1982)
Kazuya Maeda (sinh ngày 8 tháng 9 năm 1982) là một cầu thủ bóng đá người Nhật Bản.

## Sự nghiệp câu lạc bộ
Kazuya Maeda đã từng chơi cho Cerezo Osaka, Montedio Yamagata và Giravanz Kitakyushu.